# Södra Pemba

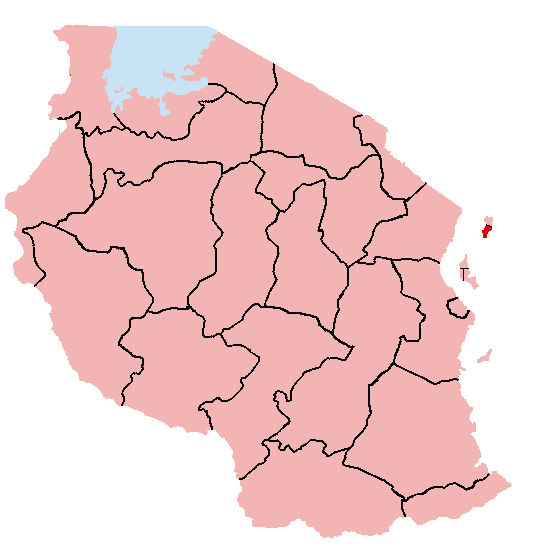
Södra Pembas läge i Tanzania.

Södra Pemba (engelska South Pemba, swahili Kusini Pemba) är den till ytan näst minsta av Tanzanias 26 regioner, och är belägen på ön Pemba. Den har en beräknad folkmängd av 236 072 invånare 2009 på en yta av 332 km². Den administrativa huvudorten är Chake Chake. Södra Pemba är indelad i de två distrikten Chake Chake och Mkoani. 

## Urbanisering
Regionens urbaniseringsgrad beräknas till 25,50 % år 2009, en uppgång från 24,41 % året innan. Södra Pemba har endast fyra urbana samhällen.
| Ort         | Distrikt    | Invånarantal 2002 |
| ----------- | ----------- | ----------------- |
| Chake Chake | Chake Chake | 19 283            |
| Mkoani      | Mkoani      | 8 001             |
| Kengeja     | Mkoani      | 2 101             |
| Mtambile    | Mkoani      | 2 073             |